# Succinilcolina
La Succinilcolina (o Cloruro de Suxametonio, Escolina, o coloquialmente suxi) es una sustancia química usada en anestesiología como bloqueador neuromuscular (miorrelajante). A diferencia de la acetilcolina, esta no es degradada por la acetilcolinesterasa, lo que produce una estimulación continua de la placa neuromuscular (se refleja como fasciculaciones transitorias). Su administración continua puede producir hiperpotasemia exagerada y arritmias potencialmente mortales en pacientes con lesiones por aplastamiento o quemaduras, lesiones o enfermedades nerviosas (p. ej., cuadriplejía y síndrome de Guillain-Barré) y miopatías. 
Consta de 2 moléculas de acetilcolina unidas por sus radicales cuaternarios: Succinildicolina. Es fuertemente soluble en agua, y se degrada por el calor, la luz y el pH alcalino, por lo que debe conservarse entre 4 y 10 °C. Sus dos grupos de amonio cuaternario, responsables de su alto grado de ionización a pH fisiológico, se encuentran a una distancia de 14 Å. Por lo tanto es un agonista de los receptores muscarínicos teniendo así acción muscarínica. Muy frecuentemente usado para facilitar el proceso de intubación. 
La Succinilcolina es empleada en cirugía y procedimientos donde sea necesaria relajación muscular.
Algunos ejércitos utilizan aerosoles que contienen Succinilcolina como arma de defensa.